# 西原駅 (徳島県)
西原駅（にしばらえき）は、徳島県阿南市那賀川町大京原にある、四国旅客鉄道（JR四国）牟岐線の駅。駅番号はM10。

## 歴史
建設費115万円を町が負担、用地は地元住民が提供し、1964年10月1日に開業した。1日の落成式には300人以上の地元住民が集まり、むろと1号が臨時停車した。

### 年表
- 1964年（昭和39年）10月1日：開業[2][4]。無人駅[5]。
- 1987年（昭和62年）4月1日：国鉄分割民営化によりJR四国の駅となる[2]。
- 1996年（平成8年）1月：利用者の寄付（約250万円[6]）により水洗トイレが完成。

## 駅構造

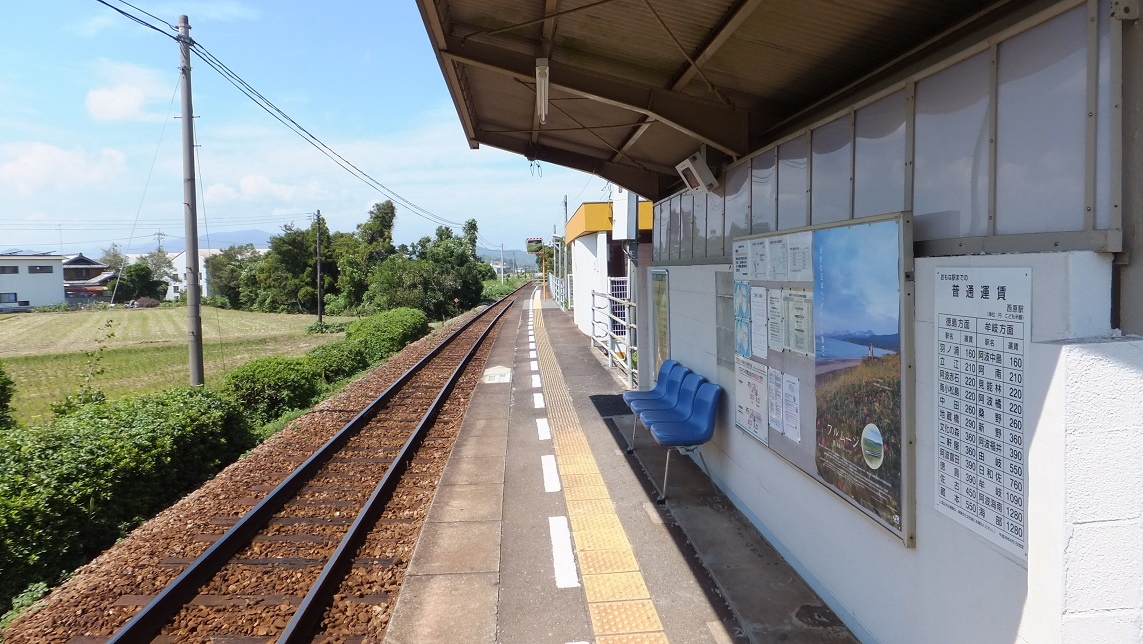
ホーム（2015年9月）

阿波海南に向かって左側に単式1面1線のホームを持つ地上駅。無人駅（阿南駅管轄）。簡便な待合室と水洗式トイレがある。ホームへはスロープで出入りする。
駅入り口に飲料の自動販売機があり、西原跨線橋下には駐輪場、公衆電話、郵便ポストがある。

## 駅周辺
- なかがわ保育園（旧・那賀川ひまわり保育園）
- 阿南市立阿波公方・民俗資料館
- 徳島県道27号阿南那賀川線
- 徳島県道128号阿南羽ノ浦線

## バス路線
付近にバス停が2ヵ所あるため、まとめて解説する。
「大久保」停留所（当駅より約450ｍ）
- 徳島バス
  - 阿南循環線（ナカちゃん号）

※徳島県道128号線沿い。「西回り」と「東回り」を運行。
「大京原橋北」停留所（当駅より約550ｍ）
- 徳島バス
  - 阿南循環線（ナカちゃん号）

※徳島県道27号線沿い。「西回り」と「東回り」を運行。

## 隣の駅
四国旅客鉄道（JR四国）
■牟岐線
■普通
羽ノ浦駅 (M09) - 西原駅 (M10) - 阿波中島駅 (M11)